# Anna Sawai

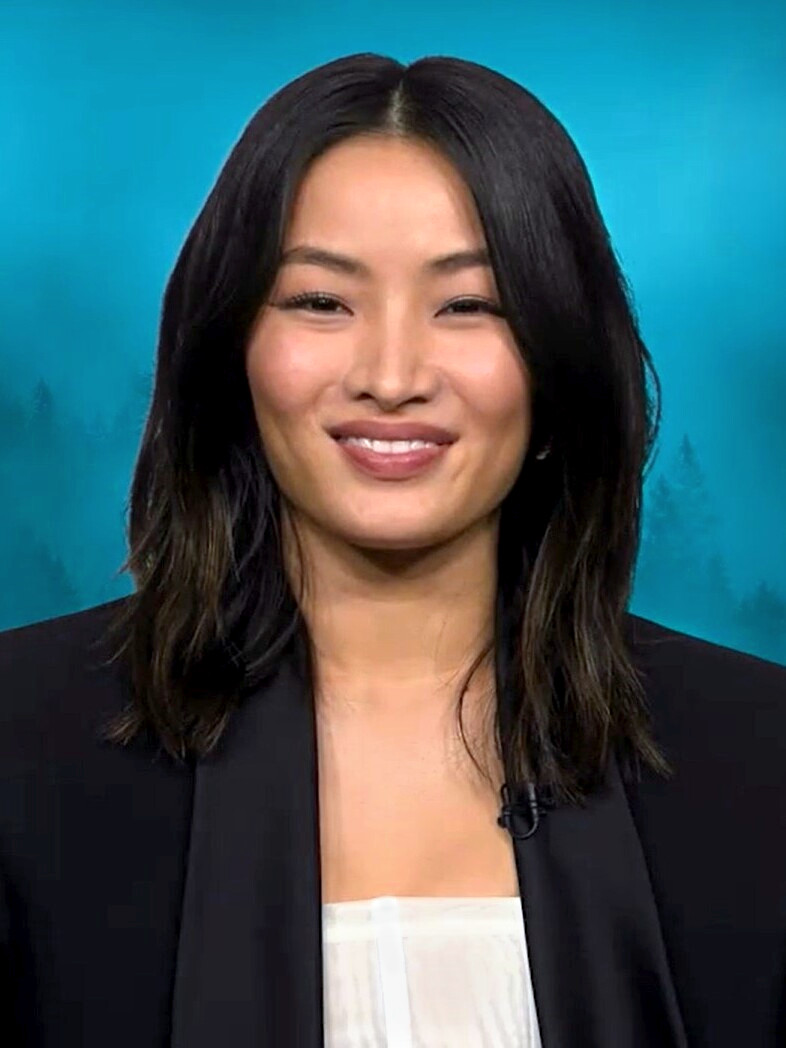
Anna Sawai (2024)

Anna Sawai (japanisch 澤井 杏奈, auch アンナ・サワイ; * 11. Juni 1992 in Wellington, Neuseeland) ist eine japanische Sängerin und Schauspielerin.

## Leben und Karriere
Anna Sawai wurde in Neuseeland geboren. Ihre Eltern zogen zurück nach Japan, als sie 10 Jahre alt war.
Vor dem Start ihrer Schauspielkarriere war Sawai Mitglied in der japanischen Girlgroup Faky. Sie verließ die Musikgruppe 2018, da sie sich auf ihre Karriere als Schauspielerin konzentrieren wollte. Erste Aufmerksamkeit erregte sie 2019 mit ihrer Rolle in der britischen Fernsehserie Pflicht und Schande, gefolgt von einem Auftritt in Fast & Furious 9 (2021). Es folgten Rollen in den US-Serien Pachinko – Ein einfaches Leben und Monarch: Legacy of Monsters. Der Durchbruch gelang ihr mit der Rolle der Toda Mariko in der Miniserie Shōgun. Dafür erhielt sie 2024 den Emmy sowie 2025 den Golden Globe Award jeweils als beste Hauptdarstellerin in einer Dramaserie.

## Filmografie
- 2007: Ai no uta! (Fernsehserie, eine Episode)
- 2009: Ninja Assassin
- 2019: Pflicht und Schande (Giri/Haji, Miniserie, 6 Episoden)
- 2021: Fast & Furious 9 (F9)
- 2022: Pachinko – Ein einfaches Leben (Pachinko, Fernsehserie, 6 Episoden)
- seit 2023: Monarch: Legacy of Monsters (Fernsehserie)
- seit 2024: Shōgun (Fernsehserie)